# Souhila Bouchene
Souhila Bouchene est une boxeuse algérienne née le 26 mai 1995.

## Carrière
Aux championnats d'Afrique féminins de Yaoundé en 2014, elle remporte la médaille d'or dans la catégorie des moins de 48 kg.
Elle obtient aux Jeux africains de Brazzaville en 2015 la médaille d'or dans la catégorie des moins de 51 kg. Aux championnats d'Afrique de Brazzaville en 2017, elle remporte la médaille d'or dans la catégorie des moins de 48 kg.